# Атомная энергетика Болгарии
Атомная энергетика Болгарии — в стране имеются действующая  АЭС «Козлодуй» (запущена в 1974 году; всего 6 реакторов, работают два) и недостроенная с 90-х годов АЭС «Белене».
В стратегии развития болгарской энергетики на период до 2053 года, принятой в январе 2023 г., говорится, что Болгария намерена построить четыре ядерных реактора мощностью 2 ГВт на площадках «Белене» (до 2035-2040 гг.) и «Козлодуй» (до конца 2045 года). Президент Болгарии Румен Радев выразил надежду, что представленная правительством энергетическая стратегия получит широкую поддержку политических партий и станет основой энергетического развития страны на ближайшие годы..

## АЭС «Козлодуй»
АЭС «Козлодуй» расположена на берегу реки Дунай, в 200 км к северу от столицы страны Софии и в 5 км от города Козлодуй, в честь которого и получила название.
Строительство АЭС началось в апреле 1970 г., в 1974 году станция начала генерировать электричество для потребителей.
В 1991—2002 гг. станция располагала шестью энергоблоками суммарной мощностью в 3760 МВт, которые обеспечивали свыше 45 % электроэнергии страны. Поставки ядерного топлива для АЭС и все работы с ним вели СССР и Россия (поставщик топлива — российская ТВЭЛ).
В 2002 и 2006 годах Болгария закрыла первые четыре блока АЭС (проекта ВВЭР-440), выполняя условия присоединения к Евросоюзу, который считал их небезопасными. Оставшиеся два блока с реакторами ВВЭР-1000 — 5-й и 6-й — успешно прошли модернизацию в 2005—2006 гг. и в настоящее время удовлетворяют требованиям безопасности ЕС. 
На настоящий момент два реактора имеют совокупную установленную электрическую мощность 2006 МВт.
АЭС генерирует 
17,9 % (на конец 2019 года) от общей установленной мощности ТЭК страны; 
производство электроэнергии-брутто — 37,4 % (в 2019 году), 37,5 % или 15 868,88 ГВт·ч  (на ноябрь 2020). 
Производство первичной энергии — 4302 тыс. тонн нефтяного эквивалента.
Эксплуатирующая организация: Национальная электрическая компания (НЕК ЕАД)
В 2012 году правительство Болгарии объявило о намерении построить ещё один энергоблок на площадке. Вначале правительство Болгарии сделало выбор в пользу реактора ВВЭР-1000, предложенного Атомстройэкспортом, однако позднее решение, под давлением США, было пересмотрено в пользу реактора AP1000 американской компании «Вестингауз». По планам, «Вестингауз» должна была приступить к строительству в 2016 году с выходом на проектную мощность в 2021 году.
В январе 2021 года Болгария одобрила план сооружения блока № 7 АЭС «Козлодуй», начались переговоры с американской Westinghouse о максимальном использовании закупленного российского оборудования. В январе 2023 года депутаты парламента обязали болгарский кабмин провести переговоры с правительством США о возможности заключения межправительственного соглашения о строительстве новых ядерных реакторов по американской технологии АР1000 и инициировать лицензирование и оценку воздействия на окружающую среду «Козлодуя-8». 
Правительство Болгарии одобрило проект соглашения с США о сотрудничестве в строительстве на территории АЭС «Козлодуй» двух новых ядерных реакторов, это соглашение должно быть ратифицировано болгарским парламентом. 
Пять компаний подали заявки на участие в строительстве 7-го и 8-го энергоблоков AP1000 на АЭС
При этом, американская NuScale Power и «Козлодуй – новые мощности» подписали меморандум о взаимопонимании, в котором договорились о совместной работе по оценке возможностей использования технологии малых модульных реакторов на площадке этой АЭС.

## АЭС «Белене»
АЭС «Белене» — недостроенная атомная электростанция на севере Болгарии, в 3 км от города Белене на берегу реки Дунай, недалеко от границы с Румынией. Станция предназначалась для замещения выводимых из эксплуатации мощностей АЭС «Козлодуй». Строительство станции было остановлено в 1990 году, из-за трудностей с финансированием и протестов населения.
Имелись планы достройки, в 2005 году был объявлен тендер на строительство АЭС, победителем которого стало ЗАО «Атомстройэкспорт». Предварительные работы начались в 2008 году, но из-за финансовых проблем проект был приостановлен в 2012 г. 

В  январе 2013 года в Болгарии прошёл референдум, по вопросу окончания строительства и ввода в строй АЭС «Белене». Хотя избиратели большинством голосов (60,6 %) поддержали строительство АЭС, из-за крайне низкой явки  результаты референдума считаются юридически недействительны. Решение вопроса о АЭС было перенесено в Народное собрание Болгарии и в феврале депутаты повторно рассмотрели вопрос о строительстве АЭС «Белене»: 114 депутатов проголосовали за отказ от строительства, не согласились с ними 40 коллег.
В 2019 г. правительство начало искать стратегического инвестора для сооружения двух реакторов большой мощности, но не поступило никаких предложений относительно финансовых гарантий или долгосрочных контрактов на покупку электроэнергии.

В феврале 2021 г. Народное собрание Болгарии приняло решение о строительстве АЭС «Белене»; идет процедура выбора стратегического инвестора по проекту строительства АЭС.

## Радиоактивные отходы
В Болгарии государственное агентство, занимающееся утилизацией радиоактивных отходов (см. Радиоактивные отходы). 
Страна потратила 49 миллионов евро на строительство нового хранилища и имела планы построить еще одно хранилище к 2015 году, но этого не произошло.
По данным 2002 года Болгария платила России $620 тыс./т за переработку отработавшего ядерного топлива. 